# Aleksandr Radiuš
Aleksandr Radiuš, auch Aleksandras Radiušas (* 27. Juni 1982), ist ein litauischer Fußballschiedsrichterassistent.
Radiuš ist seit der Saison 2014 Schiedsrichterassistent in der litauischen A lyga.
Seit 2015 steht er auf der Liste der FIFA-Schiedsrichter und ist bei internationalen Fußballspielen im Einsatz.
In der Saison 2019/20 war Radiuš erstmals bei einem Spiel in der Europa League, in der Saison 2021/22 erstmals bei einem Spiel in der Champions League im Einsatz.
Im April 2024 wurde Radiuš als Unterstützungsschiedsrichter für die Europameisterschaft 2024 in Deutschland nominiert.